# Український кіберальянс
Український кіберальянс (УКА, англ. Ukrainian Cyber Alliance, UCA) — спільнота українських кіберактивістів з різних міст України і куточків світу. Альянс виник навесні 2016 року з об'єднання двох груп кіберактивістів FalconsFlame і Trinity, пізніше до альянсу приєдналася група кіберактивістів RUH8 та окремі кіберактивісти групи КіберХунта. Хактивісти об'єдналися для протидії російській агресії в Україні.

## Участь в російсько-українській кібервійні
Застосовувати свої знання для захисту України в кіберпросторі хактивісти почали ще навесні 2014 року. З часом з'явилося розуміння, що окремими атаками війни не виграти, і хактивісти почали проводити спільні операції. Поступово окремі хакерські групи об'єдналися в Український кіберальянс, щоб відповідно до ст. 17 Конституції України боронити незалежність своєї країни, її територіальну цілісність, адже це обов'язок кожного громадянина. Український кіберальянс ексклюзивно передає добуті дані для аналізу, до розвідки та оприлюднення міжнародній розвідувальній спільноті ІнформНапалм, а також силовим структурам України.

## Найвідоміші операції Українського кіберальянсу

### Операція #‎opDonbasLeaks
Весною 2016 року Український кіберальянс провів близько сотні успішних зламів сторінок та поштових скриньок бойовиків, пропагандистів, їхніх кураторів, а також зламали поштові скриньки терористичних організацій, які діють на окупованій території. Також хактивісти зламали поштову скриньку російської організації «Союз добровольців Донбасу». Оприлюднено паспортні дані, фото документів громадян Італії, Іспанії, Індії та Фінляндії, які воюють у лавах бандформування «Прізрак», для яких Росія відкриває і при потребі продовжує візи. З'ясувалося, що російські терористи, які були поранені в ході бойових дій на сході України, лікуються у військових госпіталях міністерства оборони РФ.

### Злам пропагандистського сайту «Анна Ньюз»
29 квітня 2016 р. сайт ІнформНапалм з покликанням на Український кіберальянс повідомив про злам та дефейс інформаційної агенції пропагандистів «Анна Ньюз». У результаті зламу сайт понад 5 діб не працював. На сторінках сайту хактивісти розмістили своє перше відеозвернення, у якому використали мем «Львівське метро». Текст відеозвернення:
|  | “Привіт усім. Ви на станції Львівського метро. І це відеозвернення українських хакерів до наших ворогів і союзників. Якщо ви дивитеся це відео, значить, ми очистили інформаційний простір від чергового сайту російських терористів. Звертаємось до ворогів. Сьогодні ми вилучили всю закриту інформацію з вашого ресурсу. Ваші дані адміністраторів і користувачів передали волонтерській розвідці ІнформНапалм, а також надіслали українським спецслужбам. Бекапи вашого сайту знищили, вони залишилися тільки у нас. Ми даємо вам останній шанс почати все з чистого листа і більше не використовувати інформаційний простір для брехні й терору. Звертаємося до союзників. Друзі! Грузія, Україна й Сирія зіткнулися з підлою терористичною агресією Російської Федерації. Багато хто з нас втратив свій дім, рідних і близьких людей. Але запорука перемоги над агресором в консолідації суспільства. Ми звичайні програмісти, інженери й волонтери. Наша зброя - це розум, віра і вільна воля. Кожен з вас може завдавати втрат ворогу. Не купуй російські товари, не вір російським ЗМІ. Підтримуй українських військових і патріотів. Допомагай тим, хто потребує допомоги і захисту. Підтримуйте один одного. Разом ми сила, що переможе у війні проти підлого й брехливого ворога. Слава Україні!” |

### Операція #OpMay9
9 травня 2016 р. Український кіберальянс провів операцію #OpMay9. Було зламано 9 сайтів терористів «ДНР», пропагандистів, російських приватних військових компаній (ПВК). Зламаним сайтам впорснули «сироватку правди» — хакери залишали хештеги #OpMay9 і #оп9Травня та три коротких відео про Другу світову війну і внесок українського народу в перемогу над нацизмом. Також на зламаних ресурсах терористів хактивісти розмістили своє нове відеозвернення. Текст відеозвернення:
|  | “Дай Боже. І ми знову у Львівському метро. Після нашого попереднього відеозвернення 29 квітня дехто з глядачів вирішив, що ми жартуємо. Але ми не жартуємо, а говоримо абсолютно серйозно. Після нашої останньої атаки популярний сайт агресивної російської пропаганди Anna News був недоступний біля 5 діб. Це інформаційний ресурс, орієнтований на поширення брехні проти Грузії, України й Сирії. Наше перше відеозвернення висіло на цьому сайті понад 5 годин, а адміністраторам знадобилося понад 100 годин, щоб хоч частково відновити роботу ресурсу. При цьому значну частину даних вони назавжди втратили. Це був наш невеличкий подарунок суспільству до Великого свята Воскресіння Христа. Ми показали, як світло легко руйнує темряву. У нас достатньо сили й волі, щоб успішно перемагати агресора, потрібно тільки вірити й кожному докладати сили заради спільної перемоги. А тепер про перемогу. Київська Русь, а потім її спадкоємиця Україна, козаки Запорізької Січі й Холодного Яру, воїни Української Повстанської Армії й українці в лавах армій союзників. Це наші предки, які з незламною силою волі боролися й проливали кров за свою землю і свободу. 70 років тому український народ втратив біля 7 мільйонів своїх синів та доньок у боротьбі проти агресора й окупанта. Тепер до наших кордонів прийшла нова коричнева чума, що маскується кольорами смугастих стрічок і російських триколорів. Та яким би сильним не здавався ворог, його доля бути переможеним і вкритим ганьбою. Український народ, його воїни, патріоти, волонтери уже довели, що незламна воля закладена в їхньому генетичному коді. Сьогодні до Дня пам’яті й перемоги ми даруємо українському суспільству новий подарунок. У цей день ціла мережа інформаційних ресурсів агресора і сайтів російських терористів Донбасу буде паралізована. На багатьох сайтах ворога з’явиться це відеозвернення й інші матеріали, які викривають брехню окупантів. Ми перемогли тоді, переможемо й тепер. На славу предків, на славу героям минулого й майбутнього. Слава Україні!” |

### Операція #opMay18
18 травня 2016 р., в день пам'яті трагічних подій депортації кримськотатарського народу у 1944 році, Український кіберальянс провів операцію #opMay18. У результаті операції ставленик окупаційних російських сил, призначений на посаду так званого «голови ради міністрів республіки Крим» Сергій Аксьонов отримав «сироватку правди» і заявив:
|  | «Дорогі кримчани, пропоную сьогодні вшанувати пам’ять тих нелегких днів 1944 року і докласти максимум зусиль, щоб не допустити таких трагічних подій знову. Нині міжнародна ситуація така, що в 2017 році депортувати з Криму можуть росіян. На завершення хочу сказати, що я дуже радий, що на конкурсі Євробачення-2016 перемогла кримськотатарська співачка Джамала, і розраховую на успішне проведення Євробачення-2017 в Україні, а саме – в Криму». |

### Злам «Першого каналу»
Український Кіберальянс зламав сайт російського «Першого каналу» РФ, за словами хактивістів, в рамках проекту примусу Росії до деокупації Донбасу й виконання нею зобов'язань за Мінськими угодами. Також було розкрито подробиці роботи пропагандиста «Першого каналу» РФ Сергія Зеніна, зокрема, про його співпрацю із Russia Today. Документи, добуті УКА, свідчать, що при офіційному окладі 100 тис. рублів, Зенін має квартиру вартістю 450 тис. євро, три автомобілі, відпочиває на Лазуровому узбережжі. У хмарному сховищі Сергія Зеніна зберігалося 25 роликів, на яких зафільмована стрільба терористів «ДНР» по населеному пункту Нікішине Донецької області.

### Операція #opDay28
У 2016 р. до Дня Конституції Український Кіберальянс провів операцію #opDay28. Було зламано 17 ресурсів російських терористів, на зламаних сайтах розмістили нове відео із «Львівського метро». Від імені ватажка терористичної організації «ДНР» О. Захарченка хактивісти опублікували на зламаних ресурсах таке звернення:
|  | “28 червня Україна святкує чергову річницю прийняття Конституції. Але тепер це свято затьмарене конфліктом на Донбасі, який ми, неповноцінні придурки, розв’язали, і спричинили численні порушення конституційних прав нормальних громадян. Я змушений визнати, що попри ту роботу, яку проводить моя придуркувата прес-служба і вірні шолудиві пси мдб днр, весь світ бачить, що ми почали гратися не у своїй пісочниці, через що страждає і гине мирне населення Донбасу. Правда в тому, що Рашка вчергове нас підставила і нашими руками намагається віджати після Криму ще й Донбас. Я особисто прошу вибачення у всіх жителів України за свій ідіотизм і сподіваюся, що ця річниця Конституції України стане переломним етапом у стосунках Донбасу зі своєю Батьківщиною – Україною! Всупереч рашистській пропаганді ми вилікуємося від шизофренії, і на території Донбасу запанує Український Конституційний лад!” |

### Злам міністерства оборони Російської Федерації
У липні 2016 р. Український кіберальянс зламав сервер документообігу департаменту Міністерства оборони Російської Федерації забезпечення державного оборонного замовлення. У результаті було вилучено й оприлюднено документи про оборонні контракти МО РФ із термінами виконання протягом 2015 року. Успіх операції багато в чому визначила недбалість російського контр-адмірала Вернигори Андрія Петровича. Наприкінці листопада 2016 р. Український кіберальянс вдруге зламав міністерство оборони РФ і добув конфіденційні дані про забезпечення державного оборонного замовлення Російської Федерації у 2015—2016 роках. На думку аналітиків ІнформНапалм, документи свідчать, що РФ розробляє доктрину переваги в повітрі у випадку повномасштабних бойових дій з Україною. Зокрема, про це говорить сума, яку виділили на обслуговування, модернізацію і створення нових літаків.

### Операція #op256thDay
До Дня програміста УКА провів операцію #op256thDay. Було знищено або проведено дефейс понад 30 сайтів агресора. На багатьох пропагандистських ресурсах хактивісти вбудували відео ІнформНапалм із демонстрацією доказів воєнної агресії Росії проти України.

### Операція #OpKomendant
Хактивісти отримали доступ до поштових адрес 13 регіональних відділень так званої «воєнної комендатури» терористичної організації «ДНР». Цю операцію назвали #OpKomendant. Протягом 6 місяців дані зі скриньок передавали для аналізу волонтерам ІнформНапалм, співробітникам Центру «Миротворець», а також українським силовикам — СБУ та Силам спеціальних операцій України.

### Злам терориста Олексія Мозгового
У жовтні 2016 УКА розкрив двісті сорок сторінок електронного листування ватажка банди «Прізрак» терористичної організації «ЛНР» Олексія Мозгового. Судячи з листування, перед ліквідацією Мозговий був повністю підконтрольний невідомому агенту з позивним «Діва».

### Злам терориста Арсена Павлова («Мотороли»)
Український кіберльянс добув дані з ґаджетів російського терориста Арсена Павлова та його дружини Олени Павлової (Колєнкіної): фото, відео, листування, фото документів. В останні тижні перед своєю загибеллю терорист був стривожений через конфлікт з російськими кураторами.

### Операція SurkovLeaks
У жовтні 2016 р. хактивісти отримали доступ до поштових скриньок приймальні Апарату помічника президента РФ Владислава Суркова. На сайті міжнародної волонтерської спільноти ІнформНапалм наприкінці жовтня (SurkovLeaks) та на початку листопада (SurkovLeaks, part 2) було оприлюднено дампи двох поштових скриньок приймальні Суркова. У дампах невідомі подробиці мінського процесу, плани дестабілізації ситуації в Україні, плани федералізації України та інші матеріали, які доводять, що Росія на найвищому рівні причетна до війни на сході України. Чиновник США у коментарі для NBC NEWS сказав, що матеріали дампів підтверджують інформацію, яку США вже мали раніше. Автентичність дампів підтвердили міжнародні організації AtlanticCouncil, Bellingcat. Публікації про SurkovLeaks вийшли у провідних західних виданнях: BBC, Тайм, Нью-Йорк Таймс, The Times & The Sunday Times, The Daily Mail, The Guardian, «Радіо Свобода», The Sydney Morning Herald, The Independent, Forbes, Bloomberg, Newsweek. Після зламів пішов у відставку керівник апарату Суркова Олександр Павлов.
2 листопада 2017 року було оприлюднено дампи ще двох поштових скриньок (SurkovLeaks, part 3), які належать людям з оточення Суркова, зокрема, скринька Інала Батувича Ардзінби, головного радника Управління президента Росії у справах СНД, першого заступника Владислава Суркова. Він курував і фінансував проєкти так званої «м'якої федералізації» України: «Слобожанщина», «Порто-франко», «Народна республіка Бесарабія», «Народна Рада Миколаєва».
В дампах знайдено документи, які доводять підривну діяльність Росії. Наприклад, проєкт захоплення влади в Запорізькій області, список завербованих — чинних і колишніх — співробітників МВС Одеської області, звіт про виконання провокацій в Одесі за першу половину лютого 2015 року, список спортсменів (тітушок) для проведення силових акцій в Україні, тези проекту закону України «Про особливий регіон розвитку Слобожанщина», докази фінансування Росією деяких передвиборчих кампаній в Харківській області та ін. В дампах фігурує Юрій Работін, керівник одеського відділення спілки журналістів України. З листування відомо, які суми він отримував з Кремля за свою антиукраїнську діяльність. 19 квітня 2018 року у британському виданні The Times вийшла стаття, у якій йшлося про те, що витік документів SurkovLeaks викрив використання Росією дезінформації про збиття рейсу авіакомпанії Malaysia Airlines MH17 у 2014 році з метою звинуватити Україну. SurkovLeaks — це письмові докази того, що російська держава активно займається розробкою стратегій дезінформації і намагається поширювати їх на глобальну аудиторію.

### Злам «міністерства вугілля й енергетики» терористичної організації «ДНР»
У листопаді 2016 року завдяки зламу поштової скриньки т. зв. «міністерства вугілля й енергетики» терористичної організації «ДНР» хактивісти добули довідку, підготовлену в міністерстві енергетики РФ у січні 2016 року, з якої видно плани окупантів на вугільну промисловість Донбасу.

### Операція FrolovLeaks
У грудні 2016 року було проведено операцію FrolovLeaks, в результаті якої оприлюднили листування заступника директора Інституту країн СНД, прес-секретаря Союзу православних громадян Кирила Фролова за період 1997—2016 років. Листування містить докази підготовки Росією агресії проти України задовго до 2014 року. У листуваннях викрито тісні зв'язки Фролова із радником президента РФ з питань регіональної економічної інтеграції Сергієм Глазьєвим, патріархом Московським Володимиром Гундяєвим, а також членом Ради зовнішньої та оборонної політики, депутатом нелегітимної державної думи РФ та директором Інституту країн СНД Костянтином Затуліним. У листах фігурують сотні інших прізвищ так чи інакше пов'язаних із підривною діяльністю організацій «п'ятої колони» Росії в Україні.

### Комп'ютер начальника розвідки 2 АК (Луганськ, Україна) ЗС РФ під контролем УКА
Хактивісти УКА тривалий час контролювали комп'ютер начальника розвідки 2 АК (Луганськ, Україна) ЗС РФ, який надсилав рапорти з розвідданими, отриманими з допомогою штатних російських БПЛА «Орлан», «Форпост», «Тахіон», які також використовували для коректування вогню артилерії, начальникам розвідки 12 командування резерву ЗС РФ (Новочеркаськ, Ростовська область). Також опубліковано документи, які доводять наявність на окупованій території російської переносної станції наземної розвідки ПСНР-8 «Кредо-М1» (1Л120), яка була прийнята на озброєння ЗС РФ у 2002 р. і в Україну ніколи не постачалася. У липні 2017 року на основі даних, добутих УКА з комп'ютера начальника розвідки окупаційного 2 АК (Луганськ, Україна) ЗС РФ, було проведено дорозвідку в соціальних мережах і вдалося ідентифікувати обслугу російського БПЛА «Тахіон» — військовослужбовців 138-ї ОМСБр ЗС РФ рядового Лаптєва Дениса Олександровича та єфрейтора Ангалєва Артема Івановича. Завдяки тому, що з одного з комп'ютерів розвідувального управління 2 АК (Луганськ, Україна) ЗС РФ заходив на свою особисту поштову скриньку Дорошенко Олег Володимирович (станом на середину 2014 року — начальник штабу розвідувального батальйону 136-ї ОМСБр ЗС РФ, в/ч 63354, капітан ЗС РФ), було отримано документальні підтвердження перекидання військовослужбовців 136-ї ОМСБр до кордону з Україною в серпні 2014 року відповідно до бойового розпорядження начальника штабу 58-ї армії ЗС РФ. Було опубліковано список танкістів 136-ї ОМСБр, їхні особисті номери, звання, точні назви посад, інформацію про нагороди за бойові заслуги у мирний час. Також вдалося відновити хронологію вторгнення артилерійського підрозділу 136-ї ОМСБр ЗС РФ в Україну влітку 2014 року від моменту завантаження техніки для перекидання до подальшої фіксації російських артилеристів на окупованій території України у населених пунктах Новосвітлівка, Самсонівка, Сорокине (колишній Краснодон).

### Злам Олександра Усовського
У лютому-березні 2017 року Український кіберальянс викрив поштове листування шанувальника «російського світу», публіциста, чиї статті часто публікувалися на сайті проекту Віктора Медведчука «Український вибір», громадянина Білорусі Олександра Усовського. Аналітики InformNapalm провели дослідження наданих хактивістами даних і опублікували дві статті про те, як Кремль фінансує антиукраїнські акції у Польщі та інших країнах Східної Європи. Оприлюднені матеріали викликали резонанс у Польщі, Чехії, Україні. Коментуючи оприлюднені дані пошти Усовського, польський генерал Роман Полько, фундатор польських сил спеціальних операцій, в інтерв'ю виданню Fronda.pl на запитання чи можуть бути антиукраїнські акції у Польщі та осквернення польських пам'ятників в Україні інспіровані Кремлем, відповів, що переконаний, що так і є. Генерал сказав, що інформаційна війна несе загрозу всій Європі, а польські радикали — корисні ідіоти, яких використовує Росія.

### Злам Інституту країн СНД
У результаті аналізу дампів Інституту країн СНД з'ясувалося, що цю недержавну організацію фінансує російська державна компанія Газпром. На фінансування антиукраїнської діяльності Інституту країн СНД Газпром виділяв 2 млн доларів на рік. Керівник Інституту країн СНД, депутат держдуми Костянтин Затулін, допомагає терористам та колишнім беркутівцям, які втекли в Росію, отримувати російські паспорти.

### Агресивна російська «soft power»
Доступ до пошти співробітника російського Фонду підтримки публічної дипломатії ім. О. М. Горчакова дав змогу розкрити форми зовнішньополітичної стратегії РФ. Напередодні війни фінансування піврічного плану пропагандистських заходів в Україні сягнуло чверті мільйона доларів. Під виглядом гуманітарних проектів проводилась підривна діяльність в Україні, Сербії, Боснії і Герцеговині, Болгарії, Молдові, в країнах Балтії.

### Злам телефонного терориста Олександра Аксіненка
Хактивісти Українського кіберальянсу отримали доступ до поштової скриньки телефонного мінера — громадянина Росії та Ізраїлю Олександра Аксіненка. З листування видно, що терористичну діяльність Аксіненка підтримує ФСБ Росії, бо після обшуків, проведених у нього за запитом СБУ, співробітники ФСБ РФ порадили йому «працювати в тому ж дусі». Аксіненко розсилав також анонімні листи в СБУ та інші структури України.

### Флешмоб #FuckResponsibleDisclosure
Наприкінці 2017 року Український кіберальянс разом з іншими IT-фахівцями впродовж майже двох місяців проводив акцію з метою оцінки рівня захищеності державних ресурсів. Волонтери вирішили перевірити, чи справді чиновників турбує інформаційна безпека, і виявили масу вразливостей інформаційних систем держструктур. Активісти нічого не ламали, вони тільки виявляли вразливі ресурси, повідомляли про це відкрито і в повідомленнях позначали тих, хто міг би на ситуацію вплинути. На думку активістів, публічність в таких ситуаціях дуже важлива, бо коли держструктури присоромлюють публічно, це дає ефект. Наприклад, було виявлено, що на комп'ютер Головного управління Національної поліції в Київській області можна було зайти без пароля і знайти на мережевому диску 150 ГБ інформації, зокрема, паролі, плани, протоколи, особисті дані поліцейських. Також було виявлено, що сайт поліції Білої Церкви довгий час стояв зламаний, і тільки після зауваження волонтерів ситуацію виправили. Держфінмоніторинг не оновлював сервери впродовж 10 років. Також виявилося, що сайт Судової влади України зберігав у відкритому доступі звіти по судах. У Херсонській обласній Раді був відкритий доступ до спільного диска. На сайті CERT-UA (команда реагування на комп'ютерні надзвичайні події України) було викладено пароль від одного з їхніх поштових акаунтів. Одна зі столичних служб таксі тримає у відкритому доступі інформацію про те, хто, коли, з якого номера телефону, на яку адресу викликав машину і куди їхав. Також було виявлено вразливості у водоканалу Кропивницького, в Енергоатому, Київенергоремонту, НАЗК, Центру зайнятості Кропивницького, Нікопольському пенсійному фонді, МВС (у відкритому доступі було виявлено декларації співробітників, включно зі спеціальними підрозділами).
На активіста під ніком «Дмитро Орлов», який брав участь у флешмобі і виявив багато вразливостей на інформаційних ресурсах держструктур, поліція завела карну справу. Перед цим його сторінку намагалися зламати, на короткий час це вдалося і на сторінці написали допис з погрозами фізичної розправи, якщо він продовжить свою діяльність. Активіст так прокоментував ситуацію: «Заведено карну справу про злам держресурсів. Хочуть зробити зразково-показове затримання з ТБ. Тут дивна співпраця служб — СБУ і Кіберполіції — можуть же взаємодіяти, коли захочуть». Власник видалив сторінку «Дмитро Орлов» і сказав, що вона виконала свою головну функцію — привернути увагу до проблем кібербезпеки в Україні.

### Список-1097
Активістам Українського кіберальянсу вдалося добути накази про забезпечення харчування військовослужбовців 18 ОСМБр ЗС РФ, яких відряджали на бойове завдання саме в період окупації Росією Криму. Волонтери InformNapalm провели розвідку відкритих джерел інформації і знайшли у профілях соцмереж військовослужбовців, названих у наказах, фотодокази участі в окупації Криму, з'ясували шляхи перекидання військовиків у Крим, місце їхньої дислокації у н. п. Воїнка.

### Знищення веб-сайту здирників Trigona
18 жовтня 2023 року, хакери Ukrainian Cyber Alliance доповіли на своїх сторінках, що їм вдалося захопити керування над серверами російських хакерів угруповання здирників, які розповсюджували шкідливі програми Trigona Ransomware. Успішну операцію українських хакерів підтвердили у виданні «The Cyber Express».

## Висвітлення діяльності Українського кіберальянсу
31 січня 2017 року на центральному державному німецькому телеканалі ARD вийшов сюжет про кібервійну між Україною і Росією. У сюжеті йшлося про неодноразові кібератаки російських хакерів на цивільну інфраструктуру України, а також про протидію російській агресії у кіберпросторі, зокрема, злам поштової скриньки приймальні помічника президента РФ В. Суркова. Героями сюжету стали і представники Українського кіберальянсу.
У зв'язку з резонансними заявами колишнього депутата Держдуми РФ Дениса Вороненкова (який отримав українське громадянство) про те, що В. Сурков був категорично проти анексії Криму, Український кіберальянс оприлюднив ексклюзивні фото та аудіозаписи з'їздів російської терористичної організації «Союз добровольців Донбасу», які проходили в анексованому Криму в травні 2016, а також у Москві в листопаді 2016. Почесним гостем на цих з'їздах був особисто Владислав Сурков.
Волонтери спільноти ІнформНапалм створили фільм про діяльність УКА — «Кібервійна: огляд успішних операцій Українського кіберальянсу в 2016 році».